# Онисько Павло Степанович
Павло Степанович Онисько (нар. 12 липня 1979, Городок Львівська область) — український футболіст, нападник клубів ФК «Львів», «Карпати», «Оболонь», «Іллічівець», «Ворскла-2», ФК «Кримтеплиця» та інших.

## Біографія
Народився у місті Городок Львівська область. Футболом почав займатися у львівській ДЮСШ-4 у тренера Юрія Тенетка. 1992 року їздив на міжнародний турнір у місто Лутон, де команда стала переможцем, а Онисько найкращим бомбардиром. Після закінчення школи грав у чемпіонаті Львівської області за команду «Будівельник» (Пустомити). Після цього був запрошений на перегляд у «Карпати-2» (Львів), де й залишився на наступні роки. Також грав за команду Львівського державного університету фізичної культури.
Виступав за клуби: «Карпати», «Оболонь», «Іллічівець», «Ворскла-2». У лютому 2006 року підписав контракт з ФК «Кримтеплиця», дебют 11 березня 2006 в матчі «Кримтеплиця» — «Зоря» (0:0). У 2006 році сайт Football.ua номінував його в номінацію «Найкращий український нападник» він посів 6 місце з 10-ти. У 2007 році повернувся в клуб «Оболонь» де грав до 2010 року. Після цього відіграв по сезону за Прикарпаття і Ниву. У 2011 році провів 5 матчів і забив 8 голів за команду чемпіонату Львівської області ФК «Куликів». З 2012 року виступає за ФК «Львів».
10 червня 2012 року в місті Соснівка Львівській області відбувся четвертий матч пам'яті народного депутата Ігоря Пилипчука. Грали місцевий ФК «Гірник» та нідерландський ФК «Ейндховен». Павло відіграв весь матч за гостей і відзначився хет-триком.

## Особисте життя
Має 2 дочки — Анастасія (2003) і Роксолана (2004).
З початком повномасштабного російського вторгнення вирушив на захист України. Воював у Донецькій області, де наприкінці листопада зазнав контузії.